# Richard Bentley
Richard Bentley, född 27 januari 1662 i Oulton nära Leeds, West Yorkshire, död 14 juli 1742 i Cambridge, var en engelsk filolog och kritiker.

## Biografi
Bentley studerade sedan 1676 i Cambridge och vistades först som informator, sedan som kaplan länge i doktor, sedermera biskop Stillingfleets hus. 1693 blev han kunglig bibliotekarie vid S:t Jamesbiblioteket. Sitt rykte som filolog grundlade Richard Bentley genom sitt om skarp kritisk begåvning och omfattande lärdom vittnande "brev till Mill", kommentarer, bifogade d:r Mills upplaga av Johannes Malelas (1691). Som apologetisk föreläsare (på bekostnad av ett av Robert Boyle stiftat legat) höll han 1692 en serie sedermera utgivna föredrag mot ateismen, vilka väckte stort uppseende.
Än mera omtalad blev han genom sitt deltagande i den i filologins historia ryktbara striden om de så kallade Falarisbrevens äkthet. Han uppvisade grundligt den rätta halten av dessa falsarier, särskildt i sin Dissertation upon the epistles of Phalaris etc., först utgiven i William Wottons Reflections upon ancient and modern learning 1697, sedan fristående i tillökat och fullständigt omarbetat skick 1699 (dessa båda avhandlingar är med inledning och kritiska noter utgivna av W. Wagner, Berlin 1874). I striden var inmängd en häftig, rent personlig tvist med Charles Boyle, vilken 1695 utgivit en upplaga av Falaris; Jonathan Swift fick av denna pennfäktning anledning till sin satir Battle of the books.
Richard Bentley var åren 1700-42 föreståndare (master) för det berömda Trinity college i Cambridge och gav som sådan ymniga prov på sitt övermodiga och stridslystna lynne, varför han också invecklades i häftiga och långvariga rättstvister med sina medbröder och t. o. m. en gång dömdes till avsättning från sitt ämbete, en dom, som dock hans motståndare aldrig lyckades få satt i verkställighet. År 1717 blev han förste teologie professor (regius professor of divinity).